# Kirchdorf am Inn, Ried im Innkreis
Kirchdorf am Inn là một đô thị thuộc huyện Ried im Innkreis thuộc bang Oberösterreich, Áo. Đô thị Kirchdorf am Inn, Ried im Innkreis có diện tích 14 km², dân số thời điểm năm 2006 là 604 người.